# كورة تشي (خومة)
کورة تشي (بالفارسية: کوره چی) هي قرية تقع في إيران في قسم خومة الریفي. يقدر عدد سكانها بـ 223 نسمة بحسب إحصاء 2016.